# 캄페오나투 브라질레이루 세리이 C

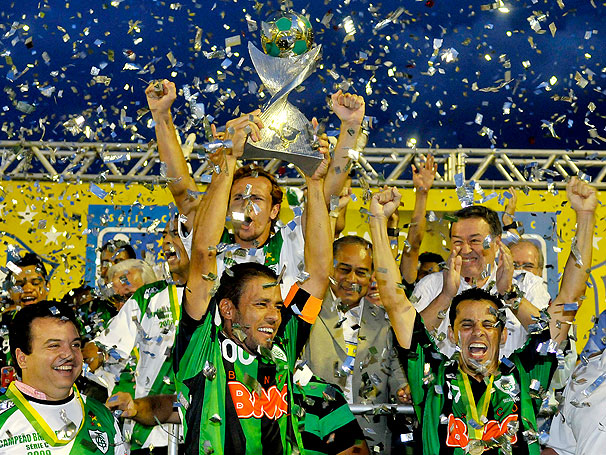

캄페오나투 브라질레이루 세리이 C(포르투갈어: Campeonato Brasileiro Série C)는 브라질 프로 축구의 3부 리그로, 1981년에 창설하였다. 브라질 축구협회에서 주관하며 20팀이 참가한다.
2008년까지 세리이 C에는 68개 팀이 참가하였으며, 세리이 B에서 강등된 4팀과 브라질 각 주 리그에서 좋은 성적을 가진 64개 팀이 참가하는 방식을 가졌다. 당시 각 주의 세리이 C 참가 방식은 제각각이었으며, 어떤 주는 주리그 순위에 따라 세리이 C 참가 티켓을 부여하는 한 편, 어떤 주는 세리이 C 참가를 위한 별도의 토너먼트를 만들어 시행했다.
2009년 세리이 D가 창설되면서 이와 같은 방식은 세리이 D가 계승하였고, 세리이 C는 참가 팀 수를 20개 팀으로 축소하였다. 20개 팀은 지리적 위치를 기준으로 북부와 남부 두 개 그룹으로 다시 나뉘게 되고, 각 그룹 마다 10개 팀씩 나뉘어 경쟁을 하게 된다. 각 그룹의 상위 4팀은 토너먼트에 진출하게 되며, 토너먼트 1차전에서 승리한 4팀은 다음 시즌 캄페오나투 브라질레이루 세리이 B로 승격된다. 각 그룹의 하위 2팀(총 4팀)은 캄페오나투 브라질레이루 세리이 D로 강등된다.

## 현재 참가팀
캄페오나투 브라질레이루 세리이 C 2018 참가팀
| 팀                    | 연고지             |
| A조 (북부)            | A조 (북부)         |
| --------------------- | ------------------ |
| 글로부                | 세아라미링         |
| 나우치쿠              | 헤시피             |
| 보타포구-PB           | 주앙페소아         |
| 사우게이루            | 사우게이루         |
| 산타크루스            | 헤시피             |
| 아틀레치쿠 아크레아누 | 히우브랑쿠         |
| SD 주아제이렌시       | 주아제이루         |
| 콘피안사              | 아라카주           |
| 헤무                  | 벨렝               |
| ABC                   | 나타우             |
| B조 (남부)            |                    |
| 루베르덴시            | 루카스두히우베르지 |
| 보우타헤돈다          | 보우타헤돈다       |
| 보타포구-SP           | 히베이랑프레투     |
| 브라간치누            | 브라간사파울리스타 |
| 오페라리우            | 폰타그로사         |
| 이피랑가              | 이레싱             |
| 조인빌리              | 조인빌리           |
| 쿠이아바              | 쿠이아바           |
| 톰벤시                | 톰부스             |
| 투피                  | 주이스지포라       |

## 역대 우승팀
캄페오나투 브라질레이루 세리이 C는 20개 팀이 10개팀 씩 두 그룹으로 나뉘어 홈 앤 어웨이 방식의 리그전을 펼친다. 이 후, 각 그룹의 상위 4개 팀이 우승팀을 가리기 위한 토너먼트에 진출한다. 아래 표에서는 매 시즌 토너먼트 결승전에 진출한 두 팀을 표기한다.
| 시즌       | 우승                                  | 준우승                                |
| ---------- | ------------------------------------- | ------------------------------------- |
| 1981       | 올라리아                              | 산투 아마루                           |
| 1982– 1987 | 대회 미 개최                          | 대회 미 개최                          |
| 1988       | 우니앙 상주앙                         | 이스포르치부                          |
| 1989       | 대회 미 개최                          | 대회 미 개최                          |
| 1990       | 아틀레치쿠 고이아니엔시               | 아메리카 미네이루                     |
| 1991       | 대회 미 개최                          | 대회 미 개최                          |
| 1992       | 투나 루주                             | 플루미넨시 지 페이라                  |
| 1993       | 대회 미 개최                          | 대회 미 개최                          |
| 1994       | 노보리존치누                          | 페로비아리아                          |
| 1995       | XV 지 노벰브루                        | 보우타헤돈다                          |
| 1996       | 빌라 노바                             | 보타포구-SP                           |
| 1997       | 삼파이우 코헤아                       | 주벤투스                              |
| 1998       | 아바이                                | 상카에타누                            |
| 1999       | 플루미넨시                            | 상하이문두-AM                         |
| 2000       | 코파 주앙아벨란지 개최로 대회 미 개최 | 코파 주앙아벨란지 개최로 대회 미 개최 |
| 2001       | 에치 준지아이                         | 모지미링                              |
| 2002       | 브라질리엔시                          | 마릴리아                              |
| 2003       | 이투아누                              | 산투 안드레                           |
| 2004       | 우니앙 바르바렌시                     | 가마                                  |
| 2005       | 헤무                                  | 아메리카 지 나타우                    |
| 2006       | 크리시우마                            | 비토리아                              |
| 2007       | 브라간치누                            | 바이아                                |
| 2008       | 아틀레치쿠 고이아니엔시               | 구아라니                              |
| 2009       | 아메리카 미네이루                     | ASA                                   |
| 2010       | ABC                                   | 이투이우타바                          |
| 2011       | 조인빌리                              | CRB                                   |
| 2012       | 오에스치                              | 이카사                                |
| 2013       | 산타크루스                            | 삼파이우 코헤아                       |
| 2014       | 마카에                                | 파이산두                              |
| 2015       | 빌라 노바                             | 론드리나                              |
| 2016       | 보아                                  | 구아라니                              |
| 2017       | CSA                                   | 포르탈레자                            |

## 같이 보기
- 브라질 축구 리그 시스템
- 캄페오나투 브라질레이루 세리이 A
- 캄페오나투 브라질레이루 세리이 B
- 캄페오나투 브라질레이루 세리이 D